# Conofilidina

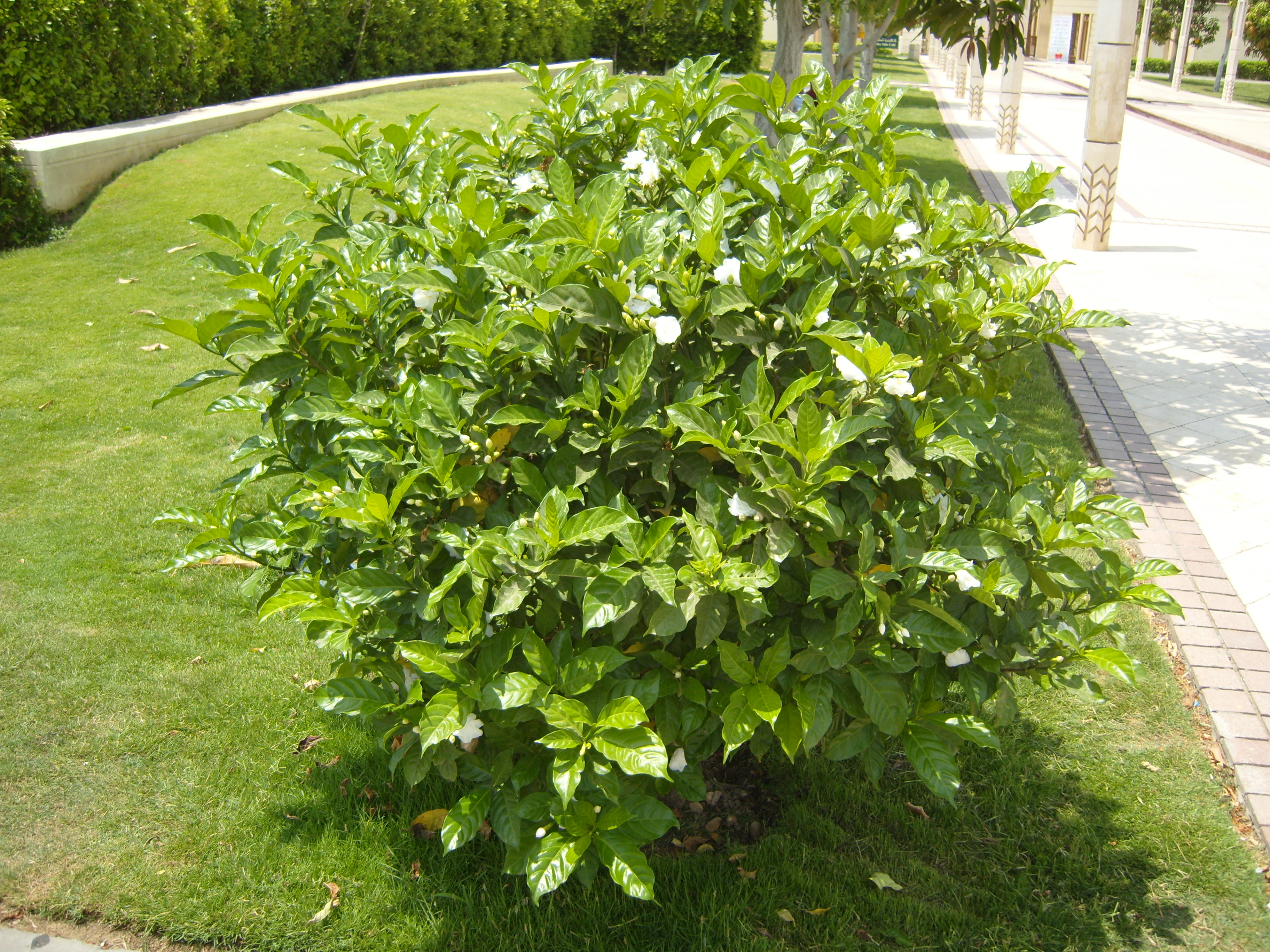
Tabernaemontana divaricata

La conofilidina es un alcaloide derivado indoloiridoide aislado de la planta Tabernaemontana divaricata (Apocynaceae). Es un inhibidor de las enzimas farnesil transferasa. LD50 (murino, intraperitoneal) 32.3 mg/kg.

## Derivados
La síntesis total fue realizada por Han-ya